# Lentilles (Aube)
Lentilles és un municipi francès situat al departament de l'Aube i a la regió del Gran Est. L'any 2007 tenia 97 habitants.

## Demografia

### Població
El 2007 la població de fet de Lentilles era de 97 persones. Hi havia 48 famílies de les quals 20 eren unipersonals (4 homes vivint sols i 16 dones vivint soles), 16 parelles sense fills i 12 parelles amb fills.
La població ha evolucionat segons el següent gràfic:
Habitants censats

### Habitatges
El 2007 hi havia 72 habitatges, 49 eren l'habitatge principal de la família, 20 eren segones residències i 3 estaven desocupats. Tots els 72 habitatges eren cases. Dels 49 habitatges principals, 41 estaven ocupats pels seus propietaris, 3 estaven llogats i ocupats pels llogaters i 5 estaven cedits a títol gratuït; 3 tenien dues cambres, 9 en tenien tres, 16 en tenien quatre i 20 en tenien cinc o més. 12 habitatges disposaven pel capbaix d'una plaça de pàrquing. A 18 habitatges hi havia un automòbil i a 19 n'hi havia dos o més.

### Piràmide de població
La piràmide de població per edats i sexe el 2009 era:
| Homes | Edats   | Dones |
| ----- | ------- | ----- |
| 0     | 95 o +  | 0     |
| 0     | 90 a 94 | 0     |
| 4     | 85 a 89 | 4     |
| 0     | 80 a 84 | 0     |
| 0     | 75 a 79 | 0     |
| 4     | 70 a 74 | 8     |
| 0     | 65 a 69 | 0     |
| 4     | 60 a 64 | 8     |
| 0     | 55 a 59 | 0     |
| 0     | 50 a 54 | 0     |
| 4     | 45 a 49 | 4     |
| 4     | 40 a 44 | 8     |
| 0     | 35 a 39 | 4     |
| 4     | 30 a 34 | 4     |
| 12    | 25 a 29 | 0     |
| 12    | 20 a 24 | 12    |
| 4     | 15 a 19 | 4     |
| 4     | 10 a 14 | 0     |
| 0     | 5 a 9   | 0     |
| 4     | 0 a 4   | 4     |

## Economia
El 2007 la població en edat de treballar era de 57 persones, 37 eren actives i 20 eren inactives. De les 37 persones actives 33 estaven ocupades (20 homes i 13 dones) i 4 estaven aturades (2 homes i 2 dones). De les 20 persones inactives 14 estaven jubilades i 6 estaven classificades com a «altres inactius».

### Ingressos
El 2009 a Lentilles hi havia 45 unitats fiscals que integraven 91 persones, la mediana anual d'ingressos fiscals per persona era de 15.060 €.

### Activitats econòmiques
Dels 4 establiments que hi havia el 2007, 1 era d'una empresa de comerç i reparació d'automòbils, 2 d'empreses d'hostatgeria i restauració i 1 d'una empresa de serveis.
L'any 2000 a Lentilles hi havia 8 explotacions agrícoles que ocupaven un total de 615 hectàrees.

## Poblacions més properes
El següent diagrama mostra les poblacions més properes.